# Hamiro
Hamiro je zaniklá firma na výrobu hraček se sídlem v Rokycanech a později v Příbrami. Mezi válkami i po druhé světové válce patřila mezi největší české producenty hraček a byla úspěšná v exportu. Vynikala zejména v produkci plyšových hraček a panenek. Zanikla v roce 1997 a následně byla předmětem několika pokusů o obnovu, které však nedosáhly původního ohlasu.

## Historie
V roce 1910 založil Karel Pospíšil v Rokycanech podnik na výrobu cínových figurek. Název Hamiro vznikl ze slov Hamr Miluš Rokycany, protože Pospíšilova manželka se jmenovala Miluše. Ta byla ve 20. letech autorkou první plyšové hračky, kterou firma Hamiro vyrobila a na základě jejíhož úspěchu se rychle přeorientovala právě na plyšový sortiment.
Ve druhé polovině 30. let patřilo Hamiro mezi největší producenty hraček v celé Evropě, v té době mělo pět stovek zaměstnanců. Mezinárodní renomé značky dokládá i to, že v polovině 30. let majitel firmy a syn zakladatele Karla Pospíšila pomáhal na vyžádání irského partnera založit hračkářskou firmu v této zemi. Za druhé světové války se ale podnik musel zapojit do válečného hospodářství výrobou vojenských uniforem a prádla.
Po komunistickém znárodnění se firmu povedlo obnovit a po několika restrukturalizacích fungovala od roku 1950 znovu pod názvem Hamiro s novým sídlem v Příbrami. Tam firma navazovala na dlouhou historii lidové tvorby figurek a betlémů. Od roku 1919 existovala na Březových Horách Středočeská továrna speciálních hraček příbramského lékárníka Josefa Kropáčka, kterou nedlouho poté doplnil závod na výrobu loutek Holub a spol. Jejich provozy se staly po znárodnění základem příbramské továrny Hamiro. Pobočky měla nadále v Rokycanech, ale také v Hostivaři, Solenicích, Sedlčanech a Zalužanech. Po kratší dobu na přelomu 50. a 60. let pod Hamiro patřily též provozy v několika moravských obcích jako Prostějov, Vizovice, Tlumačov ad. Vyráběné hračky se vyvážely do východní i západní Evropy, Kanady, Austrálie, Jižní Ameriky i Afriky. Část sortimentu byla určena výhradně pro export, a to i podle specifických požadavků zahraničních odběratelů (mělo jít například o plyšové banány nebo pohádkové postavičky ). Vrcholem sortimentu byly chodící a mluvící panenky, kromě textilních a plastických panenek se firma také věnovala výrobě dřevěných hraček a dřevěného užitkového zboží. Podnik měl i svou závodní mateřskou školu, kde mohl testovat oblíbenost svých výrobků. Počet zaměstnanců osciloval mezi 500 a tisícem, z více než čtyř pětin žen. Obrat podniku rostl a režim ho ocenil např. vyznamenáním Za vynikající práci. V letech 1969–1973 byla v Příbrami vybudována nová továrna.
Sametová revoluce umožnila vrácení majetku rodině původních majitelů, kteří ale firmu prodali podnikateli Jiřímu Krotilovi. Pod jeho vedením firma v nových ekonomických podmínkách v roce 1997 zkrachovala. Budova továrny v Rokycanech přešla na firmu Tripol, která tam začala montovat jízdní kola, v Příbrami objekty obsadilo vícero nájemců.

## Následovníci firmy Hamiro
Manželka Jiřího Krotila Jarmila s využitím strojů z původního Hamira založila v Novém Boru firmu Jakro, která zanikla v roce 2014. Firma vyráběla a prodávala plyšové a látkové hračky a panenky. Následně Krotilová působila ve firmě Hamiro Plus, která vstoupila v roce 2022 do insolvence.
Novou žádost o obchodní značku Hamiro podala v roce 2024 firma TopSell s.r.o. (původní registrace zanikla v roce 2009), která provozuje e-shop s ručně vyráběnými hračkami pod značkou Hamiro.